# اختاپوس شیشه‌ای
اختاپوس شیشه‌ای (نام علمی:  Vitreledonella richardi)،اختاپوسی است که بدنی شفاف ،ژلاتینی و تقریباً بی‌رنگ دارد. تنها عضو سردهٔ Vitreledonella و تیرهٔ Vitreledonellidae است.